# David Bowie (álbum de 1969)
David Bowie é o segundo álbum de estúdio do músico britânico David Bowie, lançado sob esse título pela Philips, no Reino Unido, e como Man of Words/Man of Music pela Mercury nos Estados Unidos, em novembro de 1969. Foi relançado pela RCA em 1972 como Space Oddity (o título da faixa de abertura, que fora lançada como um single em julho de 1969 e alcançou o n° 5 na UK Single Chart). Space Oddity foi o nome usado pelos lançamentos em CD em 1984, 1990 e 1999. Para a reedição de 2009, porém, o título voltou à sua primeira versão.
Em relação à sua mistura de baladas de folk e prog rock, Roy Carr e Charles Shaar Murray, editores da NME disseram: "Algumas eram próprias a 67 e outras a 72, mas em 1969 tudo parecia muito deslocado. Basicamente, [o álbum] David Bowie  pode ser visto como uma retrospectiva de tudo que Bowie já fora e um pouco do que ele viria a ser, tudo desordenado e tentando tomar controle...".
O álbum surgiu após Bowie fazer a transição entre um músico cabaret/avant-garde para um som mais baseado nos estilos hippie/folk. Assim, o álbum é um importante momento de mudança em relação à sua estreia em 1967, álbum que os críticos basicamente negam à discografia de Bowie.
"Don't Sit Down", uma jam não listada que é ouvida após a segunda canção do álbum, foi listada como uma faixa independente nas edições do álbum nos anos 90, porém voltou ao seu status no relançamento de 2009, como uma hidden track.

## Composição
Até hoje uma das canções mais conhecidas de Bowie, "Space Oddity" é um número amplamente acústico com o acréscimo de sons misteriosos do Stylophone do compositor, um órgão eletrônico de Bowie. O título e o assunto da faixa foram inspirados em  2001: A Space Odyssey, de Stanley Kubrick. A canção data de fevereiro de 1969, tendo sido escrita para um vídeo promocional chamado "Love You Til' Tuesday". A intensão do vídeo era a de vender Bowie para um novo selo, já que ele saíra da Dream Records em abril de 1968. Ele fora encorajado pelo seu manager Kenneth Pitt a gravar material novo e assim "Space Oddity" nasceu. Alguns comentaristas da obra veem a canção como uma metáfora para o uso de heroína, citando a contagem regressiva da abertura como análoga à passagem da droga pela agulha até o auge de euforia, e ressaltando que Bowie admitiu em 1968 "um pequeno flerte com smack [gíria para heroína]". O hit de Bowie "Ashes to Ashes", de 1980, declarou: "Sabemos que Major Tom é um drogado".
"Unwashed and Somewhat Slightly Dazed" reflete uma forte influência de Bob Dylan, com sua gaita, o som nervoso da guitarra e o vocal rabugento. "Letter to Hermione" é uma balada de despedida para a antiga namorada de Bowie, Hermione Farthingale, que é também o objeto de "An Occasional Dream", uma calma faixa folk reminiscente do álbum de estreia do cantor. "God Knows I'm Good", uma narração observacional sobre o empenho de um ladrão, também lembra o estilo anterior de Bowie.
"Cygnet Committee" foi chamada de "a primeira verdadeira obra-prima" de Bowie. Comumente vista como a faixa no álbum com mais indícios da direção futura do compositor, seu protagonista é uma figura messiânica "que tira obstáculos para seus jovens seguidores, mas descobre que ele simplesmente os proveu com os meios para rejeitá-lo e destruí-lo". O próprio Bowie, na época, descreveu a canção como um sacrifício de hippies que pareciam prontos para seguir qualquer líder carismático. Outra faixa que prenunciaria temas para que Bowie voltaria nos anos 70 - no caso a quebra de personalidade -, era "Janine", que continha as palavras "Mas se você me desse uma machadada, você mataria outro homem, não realmente eu".
"Wild Eyed Boy from Freecloud", com influências budistas, é apresentada de forma muito mais pesada comparada com a versão original, no lado B de "Space Oddity" (single), com violão e violoncelo; uma orquestra de 50 instrumentos participa da versão do álbum. (Diz-se também que é a primeira participação de Mick Ronson numa gravação de Bowie, tocando guitarra e batendo palmas pela canção, mas ele não foi creditado). "Memory of a free Festival" é uma lembrança de Bowie de um festival de artes que ele organizara em agosto de 1969. O coro desvanecido e puxado ("The Sun Machine is coming down/ And we're gonna have a party") foi comparado a "Hey Jude", dos Beatles. A canção foi também interpretada como um comentário irônico sobre a contracultura ostensivamente celebrada. Os backing vocals para a multidão no final contam com Bob Harris, sua mulher Sue, Tony Woolcott e Marc Bolan, entre outras pessoas. Em 1970, Bowie dividiu a faixa pela metade para os lados A e B de uma versão mais rock com a banda que o acompanharia em "The Man Who Sold The World" depois, no mesmo ano: Mick Ronson, Tony Visconti e Mick Woodmansey – uma forma embriônica de Ziggy Stardust's Spiders From Mars.

## Produção e lançamento
Dito como o "primeiro verdadeiro álbum de Bowie", e seu primeiro trabalho a merecer relançamentos regulares de gravadoras, David Bowie contou com uma lista notável de colaboradores, incluindo os músicos de estúdio Herbie Flowers, Tim Renwick, Terry Cox e Rick Wakeman, assim como o violoncelista Paul Buckmaster, o produtor e multi-instrumentista Tony Visconti, e o baixista John Lodge (não confundir com o baixista de mesmo nome do The Moody Blues). Antes da gravação do álbum começar nos Tirent Studios, a canção "Space Oddity" fora selecionada como o single principal, baseado numa demo anterior. Visconti a viu como uma "gravação inovadora" e passou a responsabilidade da produção da faixa para Gus Dudgeon. De qualquer modo, Visconti produziu todas as faixas restantes do álbum. Tim Renwick, John 'Honk' Lodge, Mick Wayne e John Cambridge – todos da banda 'Junior's Eyes' - participaram das gravações e brevemente serviram como a banda de fundo para Bowie em suas aparições ao vivo e numa sessão da BBC Radio em outubro de 1969.
Não obstante a canção de abertura ter alcançado o n° 5 no Reino Unido antes no mesmo ano, o restante do material era diferente e o álbum foi um fracasso comercial no seu lançamento inicial, apesar de algumas resenhas positivas. De qualquer modo, a reedição de 1972, lançada no início do momento de grande avanço de Bowie, com The Rise and Fall of Ziggy Stardust and the Spiders from Mars, e com uma foto da época (já como Ziggy Stardust), conseguiu o n°17 no Reino Unido e o n°16 nos EUA.

## Arte de capa
A arte de capa do LP original do Reino Unido David Bowie mostrava um retrato da face de Bowie numa obra do artista Victor Vasarely com elementos azuis e violetas num fundo verde. O mesmo retrato foi usado no LP americano Man of Words/Man of Music, mas num fundo totalmente azul. Quando o álbum foi relançado como Space Oddity em 1972, pela RCA, um retrato mais recente de Ziggy Stardust foi posto na capa frontal. Para a reedição de 1999 em CD, foi restaurada a capa britânica original, mas o novo título foi adicionado sob o retrato para evitar novas confusões. A edição de 40 anos de 2009 também usa a capa original do Reino Unido, mas volta à cor verde e ao título David Bowie.

## Faixas
Todas as faixas escritas e compostas por David Bowie. 
| Lado A |                                        |         |  |
| N.º    | Título                                 | Duração |  |
| 1.     | "Space Oddity"                         | 5:15    |  |
| 2.     | "Unwashed and Somewhat Slightly Dazed" | 6:55    |  |
| 3.     | "(Don't Sit Down)"                     | 0:39    |  |
| 4.     | "Letter to Hermione"                   | 2:28    |  |
| 5.     | "Cygnet Committee"                     | 9:33    |  |

| Lado B |                                |         |  |
| N.º    | Título                         | Duração |  |
| 1.     | "Janine"                       | 3:18    |  |
| 2.     | "An Occasional Dream"          | 2:51    |  |
| 3.     | "Wild Eyed Boy from Freecloud" | 4:45    |  |
| 4.     | "God Knows I'm Good"           | 3:13    |  |
| 5.     | "Memory of a Free Festival"    | 7:05    |  |

- A faixa "Don't Sit Down" foi deletada do álbum quando ele foi relançado em 1972.